# Karl Schlecht

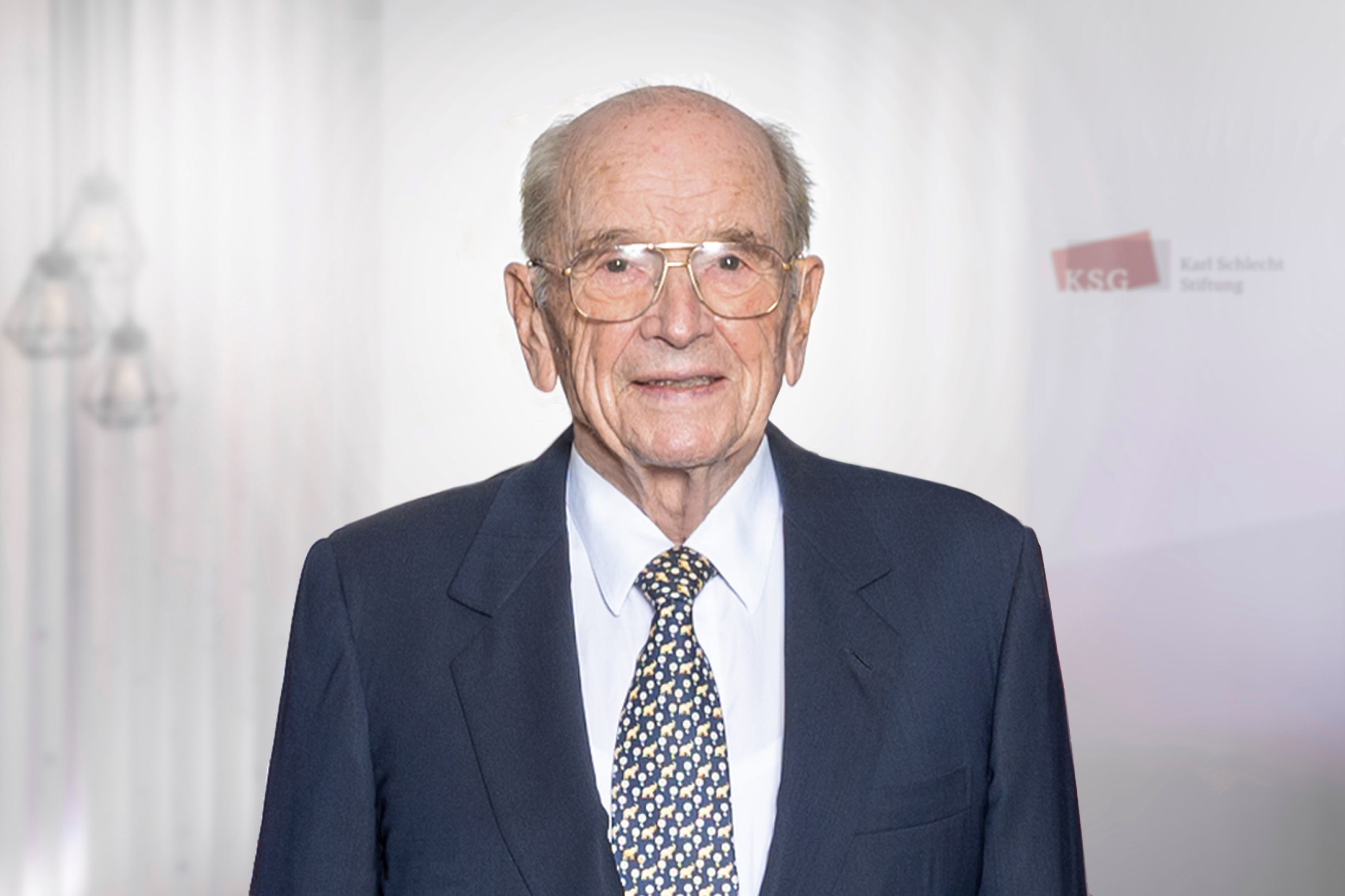
Karl Schlecht (2022)

Karl Schlecht (* 28. Oktober 1932 in Bernhausen; † 21. August 2024) war ein deutscher Unternehmer und Stifter der Karl Schlecht Stiftung.

## Leben und Werk
Karl Schlecht wuchs als Sohn eines Gipsermeisters in Bernhausen bei Stuttgart auf. Schlecht besuchte das Progymnasium in Hohenheim bis zur Mittleren Reife und machte 1952 sein Abitur am Wilhelmsgymnasium in Degerloch. 1958 gründete er noch als Student an der Technischen Hochschule Stuttgart die Firma KS-Maschinenbau zur Herstellung von Verputzmaschinen. Seine erste, für das Geschäft seines Vaters gebaute Maschine wurde zum Gegenstand seiner Diplomarbeit.
Mit dem „Gipsomat“ brachte der mittlerweile in Putzmeister umbenannte Betrieb 1965 die erste automatische Gips-Verputzmaschine der Welt auf den Markt. Heute ist Putzmeister mit nahezu 4.000 Mitarbeitern und einem Jahresumsatz von mehr als einer Milliarde Euro der weltgrößte Hersteller von Betonpumpen. 
1998 zog sich Karl Schlecht aus dem operativen Geschäft von Putzmeister zurück und übernahm den Vorsitz im Aufsichtsrat seines Unternehmens. Im Oktober 1998 gründete er die  Karl Schlecht Stiftung (KSG) als gemeinnützige Stiftung bürgerlichen Rechts mit Sitz in Aichtal bei Stuttgart, auf die er 99 Prozent der Unternehmensanteile übertrug. Zugleich wurde eine Familienstiftung gegründet, auf die ein Prozent übertragen wurde.
Begleitet von örtlichen Protesten gab Karl Schlecht am 30. Januar 2012 bekannt, dass er die Anteile seiner Stiftungen an der Putzmeister AG an den chinesischen Baumaschinenkonzern Sany Corp. verkauft hat. Der Deal galt als die bis dahin größte deutsch-chinesische Transaktion. und war der erste Verkauf eines deutschen Weltmarktführers an die chinesische Konkurrenz Heute gilt die Übernahme als positives Beispiel für einen deutsch-chinesischen Merger.
TrustEthos: Nach dem SANY-Verkauf erweiterte Karl Schlecht die Aktivitäten der gemeinnützigen KSG deutlich. Leitidee der Stiftung ist „die Verbesserung von Führung in Business und Gesellschaft durch humanistische Werte.“ Für Schlecht spielt Vertrauen eine große Rolle in der Entwicklung einer humanen Führungskultur. Von der Vier-Fragen-Probe der Rotarier und Hans Küngs Projekt Weltethos inspiriert, entwickelte Schlecht ein eigenes „TrustEthos für Vertrauen im leistungsorientierten Business“.
In Anerkennung seiner unternehmerischen Leistungen wurde Karl Schlecht 2002 zum Ehrensenator der Universität Hohenheim ernannt. 2011 erhielt er zudem die Diesel-Medaille. Er hält einen Professorentitel der Tongji-Universität in Shanghai. Im Jahr 2022 ehrte ihn das Karlsruher Institut für Technologie (KIT) mit der Verdienstmedaille des KIT. Im Oktober 2022 wurde Karl Schlecht für sein Engagement an der Zeppelin-Universität Friedrichshafen zum Ehrendoktor doctor rerum politicarum honoris causa (Dr. rer. pol. h.c.) der Universität ernannt.
Er war Mitglied der Studentenverbindung „Akademische Gesellschaft Sonderbund“ in Stuttgart.
Die Biographie „Im Leben gewinnen – Ein Student pumpt sich nach oben“ sowie weitere Publikationen des Stifters Karl Schlecht können über seine Webseite oder die Stiftung kostenfrei bezogen werden.

## Privates
Schlecht war in zweiter Ehe verheiratet mit Brigitte geb. Veit und hatte zwei Töchter und drei Söhne. Seine Tochter Katrin Schlecht führt die Karl Schlecht Stiftung.